# Cíero

Mapa con algunas de las principales ciudades de la antigua Tesalia y zonas adyacentes. Cíero, que había sido edificada sobre la más antigua ciudad de Arne, se situaba en el interior, en el distrito de Tesaliótide, al este de Metrópolis.

Cíero, Cierio o Cierion (en griego, Κιέριον) es el nombre de una antigua ciudad griega de Tesalia que anteriormente se había llamado Arne. 
Estrabón la situaba en Tesaliótide, una de las cuatro partes en que se dividía Tesalia.

## Historia
Según relata Tucídides, los beocios habían ocupado el territorio de Beocia cuando, sesenta años después de la toma de Troya, habían sido expulsados de la ciudad de Arne por los tesalios. Arquémaco y otros autores añaden que solo unos pocos beocios decidieron quedarse en Arne y quedaron como siervos de los tésalos y fueron llamados penestes. Esteban de Bizancio identificaba esta Arne situaba en Tesalia con la ciudad de Cíero y los investigadores de la actualidad aceptan que Cíero se edificó sobre el territorio de la antigua Arne.
En la segunda guerra macedónica, en el año 198 a. C. tras la toma de Faloria por tropas romanas y sus aliados, las ciudades de Cierio y de Metrópolis enviaron embajadas que ofrecieron la rendición de sus ciudades y obtuvieron así clemencia.
En la guerra romano-siria, Cierio fue tomada por el ejército de Antíoco III el Grande, junto a la ciudad de Metrópolis y fortalezas adyacentes. Poco después, en el año 191 a. C., el cónsul romano Manio Atilio, en su avance por territorio tesalio, recibió delegados de las ciudades de Metrópolis y de Cierio que nuevamente, como en la segunda guerra macedónica, ofrecieron la rendición de sus ciudades. Esto ocurrió poco tiempo antes de la batalla de las Termópilas.
Se localiza cerca de la población actual de Karditsa.